# 明雪
明雪（1976年10月15日—），美國越南裔流行女歌手，本名陳氏明雪。

## 生平
明雪1976年10月15日出生於胡志明市一個音樂世家。其父親是一個音樂家，其兩個姐姐錦璃、河芳也是歌手。
明雪於17歲贏得胡志明市銅鼓電視台舉辦的歌唱比賽冠軍。1997年來到美國，不久之後加入Tình Music公司。第一張CD《相愛相恨》是在1998年發行的。2002年明雪加入廣為人知的翠娥公司。其首次現身於第65期「巴黎之夜」，演唱了歌曲「錯過的心」。
明雪的歌路很廣，專輯中有各種曲風的歌曲，如Pop、Rap、越南民歌、中文翻唱歌曲等等。其代表作有：「暗喚君名」、「不愛就拉倒」（越南语：／?）、「喧囂夜」等。目前她是翠娥旗下最受歡迎的女藝人之一。

## 名字對譯問題
明雪曾于「巴黎之夜」节目中演唱了一曲「暗喚君名」（Thầm Gọi Tên Anh）。由於成功翻唱了台灣歌手周傳雄的歌曲「黃昏」而走紅中國大陸網路。由於越南女藝人的藝名大多數只會用名而不加姓，她的名字的對譯漢字寫法因此以訛傳訛為「阮明雪」。有的則把電影《戀戀三季》（英：Three Seasons）主題曲「喧囂夜」（越南语：Đêm Lao Xao）的演唱者芳清（本名裴氏芳清）翻譯成「阮明雪」等等，不過事實上明雪確實翻唱過「喧囂夜」一曲並收錄于專輯中。

## 翠娥作品

### 個人專輯
- ／,(TNCD300)

- ／ (TNCD325), 2004

- ／ (TNCD348), 2005

- ／ (TNCD402), 2007

- ／(TNCD448)，2009

- ／，(TCD499),2011

### 合輯
- (TNCD372)，2006
- ，2009
- (TNCD480)，2010

### DVD
- ， DVD
- ，DVD
- DVD，2010
- , 2011

## 外部連結
- The Official Website of Minh Tuyet
- https://web.archive.org/web/20100420051638/http://www.ttminhtuyet.net/
- http://www.facebook.com/Minhtuyetfanclub （页面存档备份，存于）
- 明雪于美國西貢廣播電視網(SBTN)的電視採訪 （页面存档备份，存于）